# Єжи Фридерик Радзивілл
Єжи Фридерик Радзивілл (пол. Jerzy Fryderyk Radziwiłł; 11 січня 1860 — 24 січня 1914) — польсько-німецький аристократ, 15-м ординат Несвізький і 12-й ординат Клецький.

## Життєпис
Походив із прусської гілки знатного роду Радзивіллів. Старший син прусського генерала Антонія Вільгельма Радзивілла і маркізи Марії де Кастільян. Народився 1860 року в Берліні. 1883 року пошлюбив представницю аристократичного роду Браницьких. Після одруження князь вів насичене світське життя. Водночас разом з дружиною вдалося відродити та відбудувати багато сімейних маєтків.
1904 року після смерті батька успадкував Несвізьку та Клецьку ординації. Продовжив розгульний спосіб життя, внаслідок чого послабим й так слабке здоров'я. Тримав разом з дружиною розкішні світські салони в Парижі та Римі. 1913 року влаштував урочисте 400-річне святкування Несвізької ординації. Помер у Відні 1914 року внаслідок прогресуючого паралічу і повного божевілля.

## Родина
Дружина — Марія Роза, донька графа Владислава Міхала Браницького
Діти:
- Антоній Альбрехт Вільгельм (1885—1935)
- Кароль Миколай (1886—1968), 13-й Давид-Городоцький ординат
- Леон Владислав (1888—1959)
- Роза (1884—1949), дружина князя Людовика Чорторийського
- Тереза Катажина (1889—1975), дружина Губерта Любомирського
- Ельжбета Гелена (1894—1986), дружина Анджея Тишкевича